# Gubberoolyckan
Gubberoolyckan inträffade strax för kl 12.00 den 17 september 1940 vid Västkustbanans viadukt över Olskrokstorget i Göteborg. Vid olyckan kolliderade persontåg 507 som avgick från Göteborgs Centralstation kl 11.46 och lokaltåg 1456 som avgick kl 11.46 från Almedal.

## Händelseförlopp
Enligt tjänstetidtabellen för lokaltåg 1456 skulle tågmöte ha skett vid blockposten Gubbero med persontåg 507. Först därefter skulle lokaltåg 1456 ges körsignal. Föraren av lokaltåg 1456 hävdade att han fått körsignal trots att inget tågmöte skett.  
De två tågen färdades i ca 40 km/tim med en våldsam kollision som följd. Lokaltågets första personvagn trycktes in i den efterföljande personvagnen och dess underrede skar igenom den efterföljande vagnen jäms med soffornas ryggstöd. Persontågets första vagn var en godsvagn som helt trycktes in i den efterföljande personvagnen och krossade denna inifrån. Totalt omkom 9 personer och dessutom skadades 22 personer.

## Efterspel
I rättegång hävdade föraren av lokaltåget att han fått  körsignal medan utredningen kommit fram till han kört mot stoppsignal. Den 29 april 1941 dömdes föraren av lokaltåget av rådhusrätten till två månaders fängelse för försummelse, vållande till annans död och grov kroppsskada. Dessutom dömdes föraren att till SJ betala 219 085 kr i skadestånd med tillägg av att betala företagets rättegångskostnader.
Domen överklagades till Göta hovrätt där föraren frikändes med motiveringen att varje möjlighet till felaktig signal på grund av tekniska orsaker inte var utesluten.